# Uroš Velepec
Uroš Velepec, slovenski športnik, biatlonec in triatlonec, * 17. maj 1967, Dolsko.
V letih 1981-1986 je bil mladinski reprezentant v smučarskih tekih. Leta 1987 se je odločil za biatlon, nastopil na svetovnem prvenstvu 1993 in dosegel 7. mesto v šprintu ter na  
Zimskih olimpijskih igrah 1992 v Albertvillu in na Zimskih olimpijskih igrah 1994 v Lillehammerju. Leta 1995 je prvič nastopil v triatlonu ter istega leta na evropskem prvenstvu v dolgem triatlonu z Igorjem Kogojem in Mirom Kregarjem osvojil 3. mesto. Na svetovnih prvenstvih 2000 in 2001 je osvojil 1. mesto v ultramenu. V letih 1989−2001 je bil večkrat državni prvak v biatlonu, duatlonu in triatlonu. Leta 2002 se je posvetil trenerskemu delu. Nekaj časa je bil trener slovenske mlade A triatlonske reprezentance, v zadnjih letih pa vodi slovensko biatlonsko reprezentanco. Na Zimskih olimpijskih igrah 2010 v Vancouvru je bil s bronasto medaljo v šprintu uspešen njegov varovanec Jakov Fak. Ima ženo Katerino Velepec in 4 otroke.